# مینگ-کوش (رود)
مینگ-کوش (به لاتین: Ming-Kush) یک رود در قرقیزستان است که در استان نارین واقع شده‌است.